# Pseudagrion nigrofasciatum
Pseudagrion nigrofasciatum är en trollsländeart som beskrevs av Maurits Anne Lieftinck 1934. Pseudagrion nigrofasciatum ingår i släktet Pseudagrion och familjen dammflicksländor. IUCN kategoriserar arten globalt som otillräckligt studerad. Inga underarter finns listade i Catalogue of Life.